# كهنة قشلاق
كهنة قشلاق (بالفارسية: کهنه‌قشلاق) هي مستوطنة تقع في تشارواماق الشرقية الريفية في إيران. يقدر عدد سكانها بـ 160 نسمة .